# Elasmotherium
Elasmotherium ist eine ausgestorbene Gattung der Nashörner, die im nördlichen Eurasien vorkam und zur Gruppe der Elasmotheriini gehört, einer Entwicklungslinie der Nashörner mit in der Regel nur einem Horn. Die Gattung trat erstmals im Oberen Miozän auf und überlebte mindestens bis zum Beginn des Jungpleistozäns. Vermutlich starb sie während der letzten Kaltzeit aus. Ihr Verbreitungsgebiet umfasste die Steppengebiete und Flussuferlandschaften Osteuropas sowie Zentral- und Ostasiens.
Elasmotherium stellt einen der größten bekannten Vertreter der Nashörner dar. Die Tiere waren massig gebaut und an die offenen Regionen angepasst. Ein herausragendes Merkmal findet sich in der kuppelartigen Knochenaufwölbung auf dem Stirnbein des Schädels, auf der ein einzelnes Horn aufsaß. Aufgrund fehlender Fossilerhaltung ist dabei unklar, wie massiv dieses Horn ausgebildet war. Zudem besaßen die Tiere das in ihrer Zahnanzahl am stärksten reduzierte Gebiss aller Nashörner. Die Zähne waren extrem hochkronig und auf der Kauoberfläche durch auffällig gefalteten Zahnschmelz charakterisiert. Im gesamten Gebissaufbau kann Elasmotherium somit als äußerst spezialisiert angesehen werden, was vor allem für die stammesgeschichtlich jüngsten Angehörigen der Gattung zutrifft.
Über die Lebensweise ist wenig bekannt. Die Tiere lebten wahrscheinlich in offenen Landschaften, die mit wasserreichen Gebieten durchsetzt waren. Dort ernährten sie sich wohl von Sumpfpflanzen. Insgesamt treten die einzelnen Arten von Elasmotherium im Vergleich zu anderen, gleichzeitig bestehenden Nashornformen wie dem Wollnashorn eher selten im Fossilbericht auf. Die Gattung wurde erstmals im Jahr 1808 anhand eines Unterkiefers beschrieben. Ihre Zugehörigkeit zu den Nashörnern wurde erst später erkannt. Der Gattungsname setzt sich aus den griechischen Wörtern έλασμα (elasma) für „Platte“ und θηρίον (thēríon) für „Tier“ zusammen und bezieht sich auf die besondere Struktur der Zähne. Es werden heute fünf Arten anerkannt.

## Merkmale
Elasmotherium gehört zu den am wenigsten untersuchten fossilen Nashorngattungen. Insgesamt handelte es sich um sehr robuste und große Nashörner. Die Gliedmaßen waren im Verhältnis zum Körper relativ lang. Die Vorderbeine endeten wie bei den rezenten Nashörnern in je drei Zehen (Metacarpus II – IV), wobei die mittlere am größten war. Ein vierter Zeh (Metacarpus V) war lediglich rudimentär ausgebildet. Auch die Hinterbeine besaßen je drei Zehen. Der weitere Körperbau war relativ kräftig: So erreichten die Dornfortsätze an den Brustwirbeln, an denen die massive Muskulatur zur Stabilisierung des Kopfes ansetzte, Längen von über 50 cm.

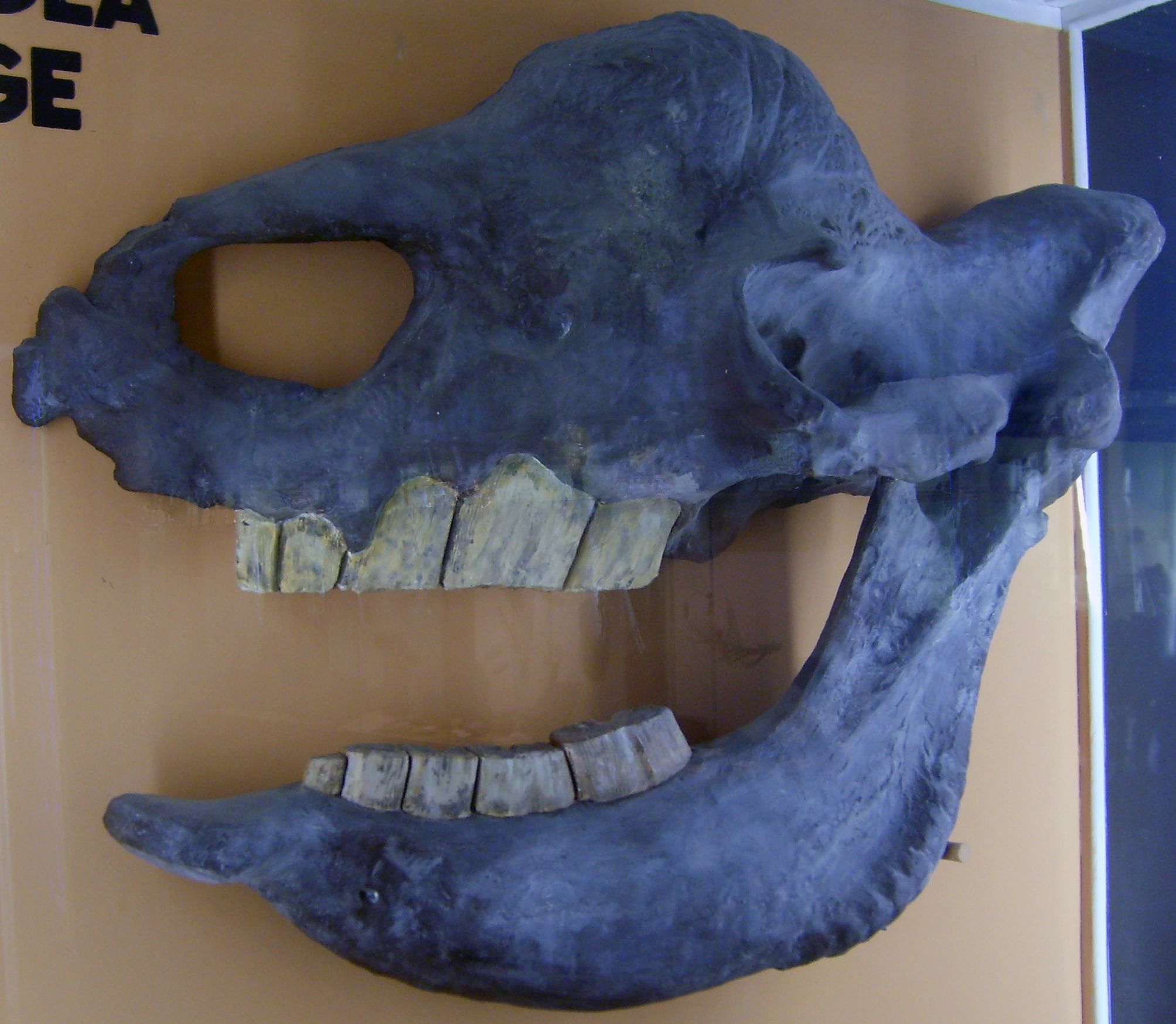
Schädel von Elasmotherium sibiricum im Museum für Naturkunde Berlin

Der Schädel war ebenfalls sehr massiv und groß mit einem robusten Unterkiefer. Die Breite erreichte in der Regel weniger als 50 % der Länge, so dass er eher schmal wirkte. Der Gesichtsschädel übertraf den hinteren Schädelabschnitt an Länge. Das Hinterhauptbein war lang und ausladend und besaß einen stark ausgebildeten Knochenkamm. Das in Seitenansicht deutlich gestreckte und dadurch gewinkelte Hinterhaupt bewirkte, dass das Tier den Kopf schräg nach unten hielt, ähnlich wie es heute beim Breitmaulnashorn (Ceratotherium simum) der Fall ist. Bezüglich der beiden Geschlechter ist zumindest für die späten Vertreter von Elasmotherium ein Sexualdimorphismus nachweisbar, der bei Kühen zu einem schlankeren Schädelbau, mit einem weniger stark ausgeprägten Hinterhauptkamm führte. Das Nasenbein war gegenüber dem breiten Hinterhaupt schlank gebaut, wodurch der Schädel in der Aufsicht deutlich keilartig erschien. Dazu korrespondierte eine am Unterkiefer langgezogene und schmale Symphyse. Weiterhin war die Nasenscheidewand beim erwachsenen Tier vollständig verknöchert. Ihre Breite betrug vorn 3,6 cm, verjüngte sich aber nach hinten. Das Merkmal kommt bei den heute lebenden Nashornarten nicht vor und ist fossil sonst nur bei der Gattung Coelodonta, hier vor allem beim Wollnashorn (Coelodonta antiquitatis), sowie teilweise von einigen Vertretern der Gattung Stephanorhinus bekannt. Da Elasmotherium aber mit beiden Gattungen nicht in direkter Linie verwandt ist, muss sich dieses Charakteristikum unabhängig voneinander entwickelt haben (konvergente Evolution).
Markant war eine dom- oder kuppelartige Erhöhung auf dem Stirnbein, die den Schädel um rund 15 cm überragte und einen Durchmesser von 25 bis 35 cm hatte. Bei weiblichen Individuen zeigte sie sich weniger prominent als bei männlichen. Die Erhöhung stellte die Hornbasis dar, was an zahlreichen kleinen Eintiefungen für Blutkanälchen ersichtlich wird und was der Oberfläche eine raue Struktur verlieh. Die Knochenwand selbst war relativ dünn und variierte von 0,8 bis 1,6 cm in der Dicke. Das Innere der Struktur wurde von der vergrößerten Stirnhöhle ausgefüllt, die mit dem Nasenraum in Verbindung stand. Das Horn war höchstwahrscheinlich wie bei allen Nashörnern aus Keratin aufgebaut, aufgrund einer fehlenden Fossilüberlieferung ist über sein Aussehen nichts bekannt. Die Ausmaße der Hornbasis ließen einige Autoren an ein massives und großes Horn denken. Eine umfassende Analyse aus dem Jahr 2021 kommt dagegen zu einem anderen Schluss. Insgesamt unterscheidet sich die Oberfläche der kuppelartigen Erhöhung bei Elasmotherium von den anderen horntragenden Nashörnern, deren Hornansatzstelle blumenkohlartig aufgeraut ist. Vielmehr ähnelt sie dem mit Blutkanälchen durchzogenen knöchernen Hornunterbau bei zahlreichen Hornträgern. Dadurch kann angenommen werden, dass die kuppelartige Erhöhung bei Elasmotherium eher von einem dünnen Keratinmantel überzogen war, der primär als Schutz für die dünne Knochenwand diente. Da bei den Schädeln männlicher Individuen die kräftigeren Aufwölbungen mit intensiveren Aufrauungen verbunden sind, als dies bei den weiblichen der Fall ist, war bei ersteren der Keratinschutz möglicherweise massiver gewesen. Insgesamt unterscheidet sich bei Elasmotherium die Lage der Kuppel auf der Stirn deutlich von den rezenten einhörnigen Nashörnern wie dem Panzernashorn (Rhinoceros unicornis), die ihr Horn auf der Nase tragen. Zusätzlich traten aber bei Elasmotherium am vorderen Ende des Nasenbeins zusätzlich aufgeraute Flächen auf. Hier ist ein weiteres, leicht erhabenes Keratinschild denkbar.
Auch das Gebiss von Elasmotherium zeigte charakteristische Eigenschaften, da es stark reduziert war und lediglich aus zwei Vormahlzähnen und drei Mahlzähnen je Kieferbogen bestand. Entsprechend lautet die Zahnformel für das Dauergebiss: {\displaystyle {\frac {0.0.2.3.}{0.0.2.3.}}}. Das Vorhandensein der Alveolen der Schneidezähne im allerdings rudimentären Zustand lässt annehmen, dass Schneidezähne im Milchgebiss der Jungtiere noch ausgebildet waren. Das Fehlen der Schneidezähne im Dauergebiss wurde durch flache plattenartige Knochenbildungen am Ober- und Unterkiefer ausgeglichen, die möglicherweise lippenartige Bildungen darstellten und als Organ zum Zupfen von Gras gedeutet werden, ähnlich wie es bei den rezenten afrikanischen Nashörnern der Fall ist. Bemerkenswert sind die Molaren, die eine deutlich rechteckige Form mit markant gefaltetem Zahnschmelz besaßen, wobei die Faltenlinien bei den jüngeren Vertretern zusätzlich noch einen sinusförmigen Verlauf aufwiesen. Die starke Faltung führte zur Namensgebung der Gattung. Zudem waren die Molaren äußerst hochkronig und wurzellos (euhypsodont). Die extreme Hochkronigkeit ist die stärkste bisher bekannte Spezialisierung in der Familie der Nashörner und der Ordnung der Unpaarhufer und wird unter den Säugetieren lediglich von einigen Vertretern der Nagetiere übertroffen.

## Lebensweise

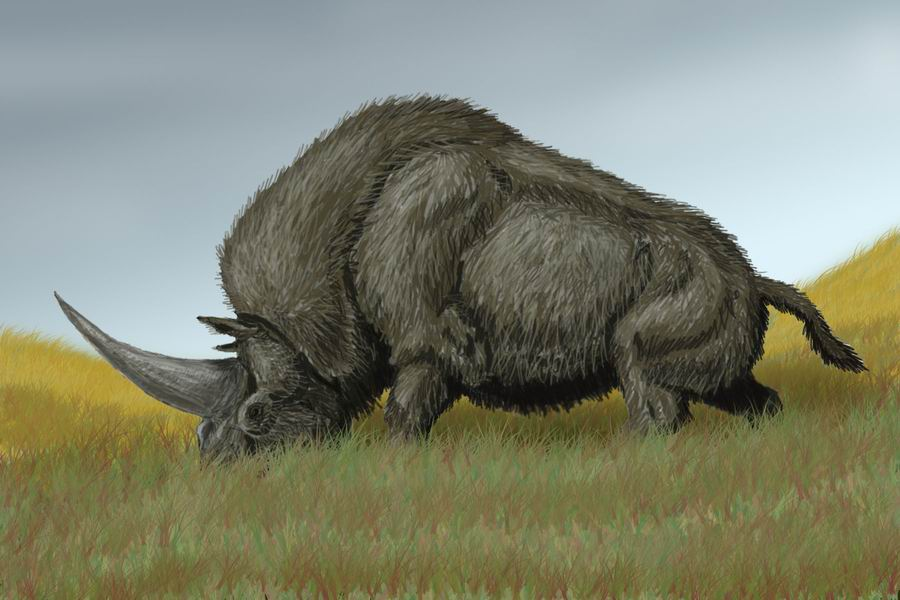
Hypothetische Lebendrekonstruktion von Elasmotherium nach einem Wandbild aus der Höhle von Rouffignac

Elasmotherium ist eines der größten bekannten Säugetiere des Pliozäns und des Pleistozäns in Eurasien. Aufgrund seines massigen Körpers dürfte es somit an produktive, nährstoffreiche Landschaften angepasst sein, etwa an langgrasige Steppen oder an Uferrandgebiete. Die hochkronigen Zähne mit dem auffallend gefalteten Zahnschmelz verweisen auf stark abrasives Nahrungsmaterial. Häufig werden derartige Zähne als eine Anpassung an Grasnahrung gedeutet. Da Gräser weniger Nährstoffe enthalten, muss ein Tier dementsprechend mehr fressen, was den Abrieb der Zähne beschleunigt. Dies wird zusätzlich noch durch einen hohen Kieselsäuregehalt verstärkt, was bei ausschließlich grashaltiger Nahrung die hohen Zahnkronen erforderlich macht. Gegen eine vollständige Spezialisierung auf Grasnahrung spricht aber die schmale Schnauze von Elasmotherium. Diese war gut geeignet, um in feuchtem Untergrund nach Nahrungspflanzen zu suchen. Die Ansicht wird auch dadurch unterstützt, dass zumindest die späten Vertreter von Elasmotherium in weiten Teilen ihres Verbreitungsareals, so etwa im wasserreichen Südsibirien, in Auwäldern der Flussufer oder an Seeufern vorkamen. Dadurch ist es wahrscheinlich, dass sich die Tiere von Sumpfpflanzen ernährten, deren untere Abschnitte mit Erde angereichert waren und so einen hohen Mineralgehalt aufwiesen, der wiederum die Abrasion der Backenzähne bewirkte. Bei wurzelreicher Nahrung, die eventuell mitsamt der Erde aus dem Boden gerissen wurde, verstärkte sich dieser Effekt noch. Einige frühe Formen weisen aber ein Abnutzungsmuster an den Zähnen auf, die eine gemischte Pflanzenkost aus harten und weichen Komponenten annehmen lassen. Insgesamt verweist die rekonstruierte tiefe Haltung des Kopfes auf eine überwiegende Nahrungssuche am Boden, bei der möglicherweise auch das vordere Keratinschild eingesetzt wurde. Unterstützt wird die Ansicht einer überwiegend bodennahen Nahrungsressource von Isotopenanalysen, die für Elasmotherium extrem hohe Werte an Stickstoff und Kohlenstoff ergaben. Die Werte liegen außerhalb der Variation von anderen Nashörnern wie dem Wollnashorn und sind vergleichbar mit denen einiger lokaler Populationen der heutigen Saigas. Dadurch kann unter anderem eine verstärkte Konsumierung von Fuchsschwanzgewächsen und/oder von Wurzeln angenommen werden. Im Gegensatz zu einigen anderen postulierten Meinungen war Elasmotherium jedoch nicht an eine semi-aquatische Lebensweise angepasst. Gegen eine derartige Lebensweise sprechen die Körperproportionen allgemein und die langen Beine speziell. Diese stellen zumeist Anpassungen an offene Graslandschaften dar. Offenbar bewegten sich die Tiere auf den Wanderungen von ihren Nahrungsplätzen in den Auen- oder Uferrandgebieten durch angrenzende oder dazwischen liegende Steppenlandschaften. Somit kann der Lebensraum der Nashorngattung als offene Landschaft mit zahlreichen eingeschlossenen Wasserbiotopen angenommen werden.
Über die weitere Lebensweise ist nur wenig bekannt. Die Lage des Horns auf der Stirn lässt vermuten, dass es nicht oder nur in geringem Maße in Dominanz- oder Territorialkämpfen eingesetzt wurde, im Gegensatz zu heutigen Nashörnern. Da sich bei heutigen Nashörnern das (größere) Horn auf der Nase befindet, kann es wesentlich effektiver verwendet werden, da über die Nackenmuskulatur bei der Bewegung des Kopfes mehr Wucht oder Schwung auf das Horn übertragen wird. Deshalb geht man davon aus, dass Kämpfe zwischen einzelnen Vertretern von Elasmotherium hoch ritualisiert waren. Darüber hinaus besaß das Horn selbst aufgrund seiner Lage wohl keine Funktion bei der Nahrungssuche, wie es bei heutigen Nashörnern teilweise der Fall ist. Jedoch ist für die von Hohlräumen durchsetzte kuppelartige Erhöhung eine derartige Aufgabe durchaus wahrscheinlich. Durch die Verbindung mit der Nasenhöhle könnte so ein Erweiterungsraum für die Geruchsorgane bestanden haben, was das Auffinden der Nahrung erleichterte. Als weitere Interpretation wird ein Resonanzraum für die Kommunikation angedacht, wodurch Bullen vermochten, mit Kühen in Kontakt zu treten oder ihren Revieranspruch gegen Konkurrenten auszudrücken.
Natürliche Feinde hatte Elasmotherium aufgrund seiner Größe wahrscheinlich nicht. Allerdings weist der Schädel von Atyrau (früher Gurjew) eine runde Schädelverletzung im Stirnbereich auf, die jedoch zu Lebzeiten des Tiers wieder verheilt war. Zudem wird vermutet, dass die Tiere aufgrund ihrer relativ nördlichen Verbreitung möglicherweise ein Fell besaßen.

## Systematik
Elasmotherium ist eine Gattung aus der Familie der Nashörner. Innerhalb der Familie gehört sie zur Unterfamilie der Rhinocerotinae und zur Tribus der Elasmotheriini. Die Tribus schließt Nashörner mit einem allgemein großen bis sehr großen Körperbau und extrem hohen Zahnkronen ein. Bezugnehmend auf letzteres Merkmal stellen die Elasmotherien zumindest in ihrer späten Entwicklungsphase die am stärksten spezialisierten Nashornvertreter dar. Sie bilden außerdem die Schwestergruppe der Rhinocerotini, zu denen wiederum die heute lebenden Nashornarten gestellt werden. Beide Nashornlinien können eine lange eigenständige Entwicklungsgeschichte vorweisen, da sich ihre Trennung molekulargenetischen Daten zufolge bereits im Paläogen vollzogen hatte. Der ermittelte Zeitraum reicht je nach Untersuchung vom Mittleren Eozän vor etwa 47 Millionen Jahren bis zum Unteren Oligozän vor 31 Millionen Jahren. Als nächster Verwandter von Elasmotherium ist Sinotherium aufzufassen, beide Formen werden von einigen Wissenschaftlern zur Untertribus der Elasmotheriina zusammengefasst. Ihr charakteristisches Merkmal findet sich in der Hornbildung auf der Stirn. Den Elasmotheriina gegenüber stehen die Iranotheriina, bei denen es sich um stammesgeschichtlich ältere Elasmotherien mit einem Nasalhorn handelt. Zusätzlich weisen letztere generell nicht ganz so hochkronige Backenzähne und einen weniger gefalteten Zahnschmelz auf. Diese Untertribus werden neben dem namengebenden Iranotherium unter anderem Ningxiatherium, Parelasmotherium oder Hispanotherium beigeordnet. Die Unterscheidung von Elasmotheriina und Iranotheriina erfolgte erstmals durch den ungarischen Paläontologen Miklós Kretzoi (1907–2005) im Jahr 1943.
Gegenwärtig sind fünf Arten aus der Gattung Elasmotherium anerkannt. Dazu gehören das weitgehend obermiozäne Elasmotherium primigenium, das ins Obere Pliozän datierende Elasmotherium chaprovicum, die beiden im Altpleistozän auftretenden Formen Elasmotherium caucasicum beziehungsweise Elasmotherium peii und das vom Mittel- bis Jungpleistozän lebende Elasmotherium sibiricum. Einige Autoren reduzieren die Artanzahl unter Verweis auf metrische Merkmale am Skelettmaterial auf nur zwei Arten, zumeist Elasmotherium caucasicum und Elasmotherium sibiricum, wobei die anderen beiden Arten als synonym zu ersterer angesehen werden, allerdings wird dies häufig abgelehnt.

## Arten

### Elasmotherium primigenium
Der bisher älteste und ursprünglichste Vertreter wird als Elasmotherium primigenium bezeichnet. Die Form wurde im Jahr 2021 von Sun Danhui und Kollegen anhand eines über 52 cm langen Teilschädels aus Dingbian in der chinesischen Provinz Shaanxi wissenschaftlich eingeführt. Der Fund gehört in das Obere Miozän. Auffallend sind die weniger deutliche Faltung des Zahnschmelzes und ein relativ gerade verlaufendes Ectoloph, eine Zahnschmelzleiste auf der Wangenseite der Mahlzähne. Wie auch die späteren Formen besaß Elasmotherium primigenium eine massive Hornbasis, die 18 cm breit sowie 24 cm lang war und sich gut 16 cm aufwölbte. Das ausgezogene Hinterhauptsbein gibt an, dass die Tiere ihren Kopf sehr tief trugen. Dies und die hochkronigen Zähne lassen eine überwiegende grashaltige Nahrung annehmen. Dadurch lebte die Art wohl in offenen Landschaften Ostasiens, die damals von frühen Pferdeformen wie Hipparion dominiert wurden. In seinen Merkmalen steht Elasmotherium primigenium vermittelnd zwischen den stammesgeschichtlich älteren Sinotherium und den jüngeren Arten von Elasmotherium.

### Elasmotherium chaprovicum

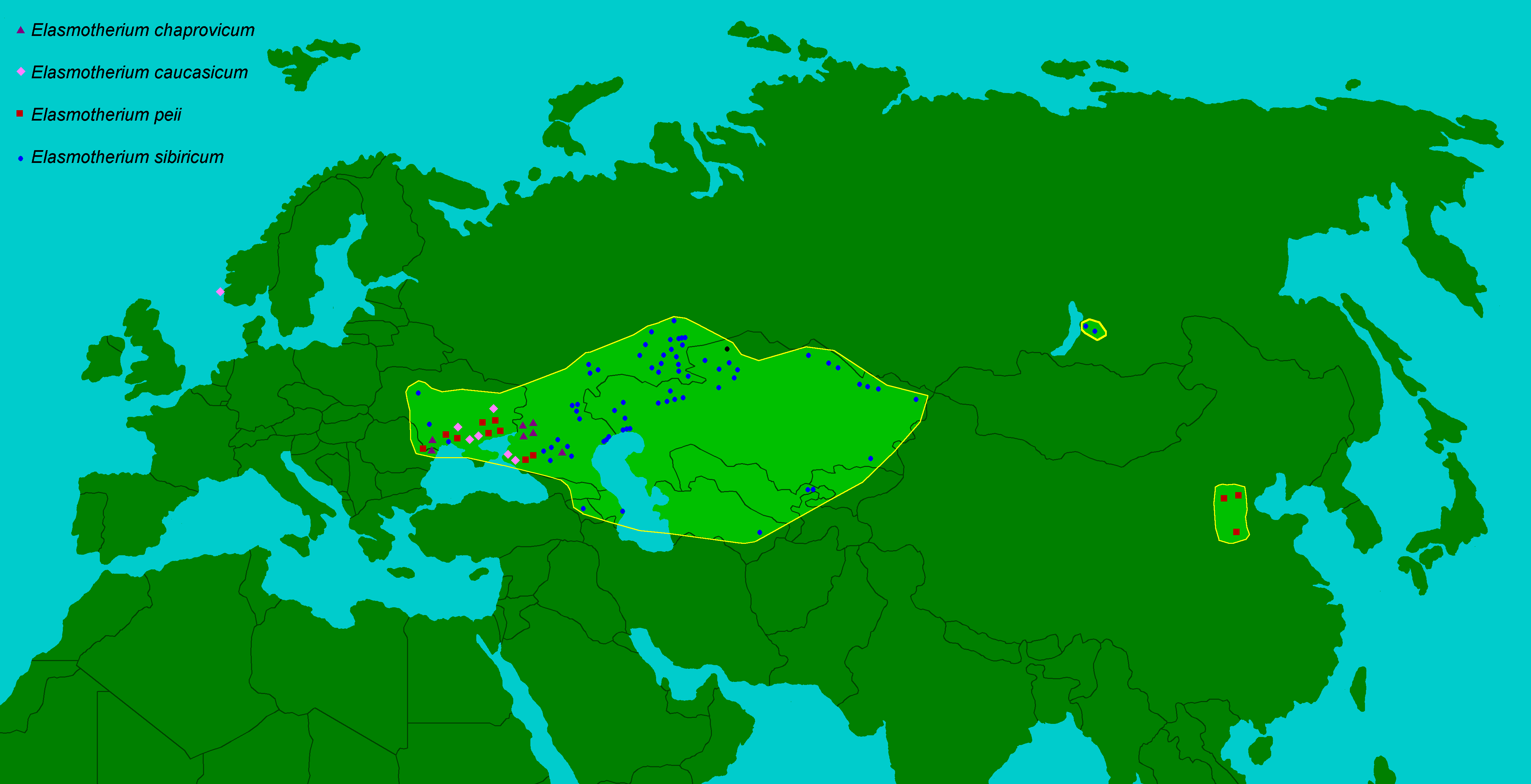
Verbreitung der plio- bis pleistozänen Arten von Elasmotherium im nördlichen Eurasien. Die Markierungen stellen wichtige Fundorte dar.

Elasmotherium chaprovicum stellt den nächstälteren Angehörigen der Nashorngattung dar, welcher im Oberen Pliozän vor 3,6 bis 2,6 Millionen Jahren im Gebiet des Schwarzen Meeres verbreitet war. Von dieser Art sind bisher nur wenige Knochen und Zähne bekannt. Sie gehört dem Chapri-Faunenkomplex an und ist mit frühen Vertretern des Südelefanten, dem Etruskischen Nashorn (Stephanorhinus etruscus) sowie Paracamelus vergesellschaftet. Typusfundstellen sind hier Chapri und Liwenzowka (beide Ukraine). Anfangs wurde sie zur Art Elasmotherium caucasicum gezählt, doch wurden schnell Unterschiede zu dieser Art erkannt. Diese betreffen vor allem den Zahnapparat; so sind die Zähne in ihrer Größe mit denen von Elasmotherium caucasicum vergleichbar und deutlich größer als die des Elasmotherium sibiricum, unterscheiden sich jedoch von ersteren im Aufbau und der Struktur des Zahnschmelzes. Weiterhin sind die Gliedmaßen deutlich kürzer als die der kaukasischen Variante und erreichen die Maße des sibirischen Vertreters, sind aber deutlich massiver als bei diesem. Da aber bisher zu wenig Fundmaterial vorliegt, ist eine Abgrenzung zurzeit schwierig. Erstmals beschrieben wurde Elasmotherium chaprovicum von Anna Konstantinowna Schwyrjowa 2004 anhand von Zähnen aus Liwenzowka.

### Elasmotherium caucasicum
Elasmotherium caucasicum war der größte Vertreter der Gattung und erreichte eine Länge von 5 bis 5,2 m. Das rekonstruierte Gewicht von 5 t ist vergleichbar mit dem heutiger ausgewachsener Asiatischer Elefanten, womit die Nashornart zu den größten des Pleistozäns gehörte. Die Art ist aber bislang lediglich über einzelne Skelettelemente bekannt, darunter Zähne und Langknochen – vollständige Skelette wurden bisher nicht gefunden. Allgemein war der Körperbau ähnlich dem des Elasmotherium sibiricum. Die Gliedmaßen waren jedoch kräftiger gebaut und wesentlich länger, außerdem zeigten sie gegenüber dem sibirischen Verwandten noch einige altertümliche Merkmale. Im Vergleich mit den Arm- und Beinknochen anderer Nashörner fallen jene des Elasmotherium caucasicum allein durch die enorme Größe auf. So sind jene des Breitmaulnashorns rund 50 % kleiner und 30 % schmaler. Die Zähne charakterisierten sich durch eine etwas geringere Kronenhöhe und ihre allgemeine Größe, während der Zahnschmelz zwar deutlich gefaltet war, die Faltenlinien aber noch nicht einen so markant sinusartigen Verlauf hatten, wie es beim späteren Elasmotherium sibiricum der Fall war. Bemerkenswert ist der letzte Vormahlzahn, der deutlich massiv ausfiel, was vermuten lässt, dass diese Art noch nicht so stark an ein Leben in offenem Gelände angepasst war wie das spätere Elasmotherium sibiricum.
Die Nashornart trat in Zentralasien und im Schwarzmeergebiet auf und ist im jüngeren Altpleistozän nachgewiesen, sie kam hier vor 1,1 bis 0,8 Millionen Jahren vor. Ein relativ dichtes Nachweisgebiet befindet sich auf der Taman-Halbinsel zwischen Schwarzem Meer und dem Asowschen Meer. Allein hier liegen wenigstens 230 Fossilfunde von Elasmotherium caucasicum vor, die klassische Fundstelle Sinaya Balka allein barg rund elf Individuen verschiedener Altersstufen. Eine Skelettrekonstruktion zusammengesetzt aus verschiedenen Individuen weist eine Schulterhöhe von 2,4 und eine Länge von 4,2 m auf. Die kaukasische Form bildete einen Bestandteil des Taman-Faunenkomplexes, der weiterhin den Südelefanten und den Taman-Bison umfasst. Weitere Funde stammen unter anderem aus Salcia (Moldawien). Auch in Kasachstan ist die Nashornart belegt, so mit einigen Zähnen vom Dorf Lebjazhje am Irtysch.
Beschrieben wurde die Art 1914 von Alexei Alexejewitsch Borissiak. Als Grundlage der Beschreibung dienten mehrere große und morphologisch vom Elasmotherium sibiricum abweichende Zähne eines Individuums aus Sinaya Balka auf der Taman-Halbinsel am Asowschen Meer.

### Elasmotherium peii
Die Art Elasmotherium peii wurde zuerst von einigen Fundstellen des Nihewan-Beckens im Norden der chinesischen Provinzen Hebei und Shanxi sowie vom Huáng Hé im Süden von Shanxi bekannt, später kamen noch Reste aus dem östlichen Europa dazu. Es handelte sich um einen kleineren Vertreter, der hauptsächlich von Zähnen und einigen Extremitätenknochen belegt ist. Er erschien erstmals am Ende des Oberen Pliozäns in Ostasien, wo er unter anderem im Nihewan-Becken mit frühen Vertretern des Wollnashorns (Coelodonta nihowanensis) innerhalb des Nihewan-Faunenkomplexes auftrat. Im frühen Altpleistozän vor 1,6 Millionen Jahren verschwand er aber wieder. Beschrieben wurde die Art im Jahr 1958 von Chow Minchen unter Berufung auf eine obere linke Zahnreihe mit den erhaltenen Zähnen vom zweiten Milchprämolar über den dritten dauerhaften Prämolaren bis zum dritten dauerhaften Molaren. Im gleichen Aufsatz etablierte Chow mit Elasmotherium inexpectatum noch eine weitere eigenständige Art anhand eines einzelnen oberen Molars. Sie wird heute aber zu Elasmotherium peii gestellt. Einige der Funde waren bereits in den 1930er und 1940er Jahren von Teilhard de Chardin in Nordchina gesammelt worden.
Zu Beginn des 21. Jahrhunderts hoben einige Wissenschaftler unter Berufung auf Analysen an den Zähnen und an den vorher nicht näher dokumentierten Langknochen den Artstatus von Elasmotherium peii auf und sahen die Form als identisch mit Elasmotherium caucasicum an. Neuere, sehr gut erhaltene Funde, etwa Zähne und Fußknochen unter anderem aus Shanshenmiaozui und Heitugou im Nihewan-Becken, ermöglichten im weiteren Verlauf, beide Vertreter wieder auf Artebene zu trennen. Demnach besitzt Elasmotherium peii weniger hochkronige Zähne, ein dickeres Zahnschmelzmuster und deutlich ausgebildete Zahnwurzeln.

### Elasmotherium sibiricum
Die bekannteste und bisher am häufigsten aufgefundene Art stellt Elasmotherium sibiricum dar. Die Tierart erreichte eine Länge von 4 bis 4,5 m (ohne Schwanz), bei einer Widerristhöhe von 2 m. Allein der Schädel maß 95 cm. Mit einem errechneten Körpergewicht von 4 t war sie etwas kleiner als das stammesgeschichtlich ältere Elasmotherium caucasicum. Weitere Unterschiede zu dieser Art bestehen darin, dass Elasmotherium sibiricum im Verhältnis zum Körper längere Beine hatte. Auch war die Zahnreihe deutlich kürzer ausgebildet, wobei der letzte Prämolar relativ grazil wirkte. Die Zähne besaßen stark gefalteten Zahnschmelz mit deutlich geschwungenen Faltenlinien und waren deutlich hochkroniger. In Relation zu Elasmotherium caucasicum waren die Zähne aber merklich kleiner.
Das Verbreitungsgebiet von Elasmotherium sibiricum reichte vom Schwarzen Meer bis in das östliche Kasachstan. Die südlichste Verbreitungsgrenze lag ungefähr beim 44. Breitengrad im heutigen Usbekistan, während die Art im Norden bis nach Sibirien an die Mündung der Kama nahe der Stadt Irbit zum 57. Breitengrad vorstieß. Insgesamt sind bisher über 60 Fundstellen bekannt, von denen etwa die Hälfte in Kasachstan liegt. Dabei wurden meist nur einzelne Knochen und Zähne gefunden – bis heute gibt es kein vollständiges Skelett dieser Tierart, so dass einzelne Skelettelemente immer noch unbekannt sind. Das bisher am vollständigsten erhaltene Skelett stammt aus Selenokumsk (Russland) im nördlichen Kaukasusvorland, wo es 1966 in einer Ziegeleigrube am rechten Ufer der Kuma gefunden wurde. Das Skelett, dessen Reste auf einer Fläche von 10 m² verstreut lagen, umfasst einen vollständigen Schädel, Teile der Wirbelsäule, Rippen und Vorder- und Hintergliedmaßen. Nur 200 m entfernt kamen 1968 zwei weitere Individuen dieser Nashornart zum Vorschein. Bereits 1964 war bei Stawropol, ebenfalls im Süden Russlands gelegen, ein relativ vollständiges Skelett gefunden worden, welches später im dortigen Museum als Skelettmontage ausgestellt wurde. Einer der umfangreichsten Fundkomplexe von Elasmotherium sibiricum fand sich bereits 1938 am rechten Ufer des Großen Karaman, einem Nebenfluss der Wolga. Er besteht aus mehreren Individuen, darunter ein teilweise vollständiges Skelett. In relativer Nähe dazu liegt die Fundstelle Irgis 1 am Ufer des Großen Irgis, ebenfalls ein Nebenfluss der Wolga. Dort fanden sich Überreste von wenigstens sieben Individuen aller Altersstufen. Die geologisch-paläontologischen Daten sprechen für einen abrupten Tod der Tiere bei rascher Abdeckung der Kadaver. Analysen der Abnutzungsspuren der Zähne verweisen darauf, dass die Tiere in ihrer letzten Lebensphase von der allgemeinen Grasnahrung auf eine weiche Pflanzenkost wechselten. Die ungewöhnliche Ernährungsumstellung erklären die Wissenschaftler mit einem harschen Dsud, verbunden mit kräftigem Schneefall. Die dadurch unzugängliche Grasnahrung zwang die Tiere auf Blätter und Zweige auszuweichen, was zu Mangelernährung und letztendlich zu ihrem Tod führte. Des Weiteren gibt es mehrere Schädelfunde: Ein Schädel stammt von der linken Uferterrasse der Sakmara bei Tscheljabinsk (Russland), allein vier weitere wurden bei Lutschka nahe der Wolgamündung (ebenfalls Russland) gefunden und zwei sind von kasachischen Fundstellen bei Atyrau und bei Astana überliefert.
Erstmals aufgetreten ist Elasmotherium sibiricum im Mittelpleistozän, es ging vermutlich aus Elasmotherium caucasicum hervor. Vor allem in Zentralasien war es Bestandteil des Koshkurgan-Faunenkomplexes, welcher unter anderem den Südelefanten, den Schoetensack-Bison, das Waldnashorn sowie das Mosbacher Pferd umfasst. In Osteuropa gehört es dem spätmittelpleistozänen Chazar-Faunenkomplex des Wolga-Don Gebietes an und kommt hier zusammen mit dem Steppenmammut und dem Waldnashorn vor. Der jüngste Fund in Osteuropa stammt von der Wolga-Insel Choroschewski, die mit der Fertigstellung des Saratower Stausees geflutet wurde, und datiert in die Mikulino-Warmzeit (Synonym für die Eem-Warmzeit; vor 128.000 bis 115.000 Jahren). Der dort gefundene Oberkiefermolar weist zudem einige Besonderheiten auf, die aufgrund fehlender, ähnlich gearteter Vergleichsfunde als pathologische Veränderungen angesehen werden. In seinen östlichsten Verbreitungsgebieten überlebte Elasmotherium sibiricum aber länger. So kamen Funde aus der Höhle Smelowskaja II im südwestlichen Sibirien zu Tage, sie sind mit dem Wollhaarmammut und dem Wollnashorn vergesellschaftet und weisen radiometrischen Daten zufolge ein Alter von mehr als 50.000 Jahren auf. Weitere spätpleistozäne Knochenreste sind aus Batpak und Voronovka belegt, ebenfalls in Südwestsibirien. Das Alter von Funden nahe dem Ort Kozhamzhar in der Region Pavlodar in Kasachstan, darunter neben einem Schädel von Elasmotherium sibiricum auch Reste des Steppen- und des Wollhaarmammuts, wurde auf 27.500 bis 29.000 Jahre datiert und könnte somit den Zeitpunkt des Aussterbens deutlich gegenüber den bis dahin angenommenen Daten verschieben. Es bestehen allerdings methodische Probleme bei der Messung, so dass die Werte vorerst als unsicher gelten müssen. Im Vergleich dazu ergaben 19 analysierte Knochenreste aus dem westlichen Asien und östlichen Europa Radiocarbon-Daten zwischen 50.000 und 36.520 Jahren. Demnach wäre Elasmotherium sibiricum noch deutlich vor dem Maximum der letzten Kaltzeit verschwunden, sein Aussterben rückt aber relativ nahe an den Höhepunkt der Quartären Aussterbewelle heran.

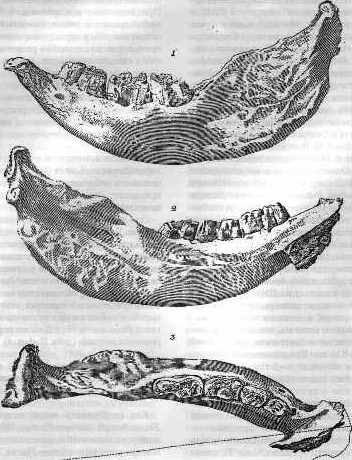
Dieser 1808 beschriebene Unterkiefer bildet das Holotyp-Exemplar von Elasmotherium.

Die wissenschaftliche Erstbeschreibung der Gattung Elasmotherium mit der Art Elasmotherium sibiricum erbrachte der deutsche Zoologe Gotthelf Fischer von Waldheim (1771–1853). Sie erschien 1808 als kurzer Aufsatz, der im Jahr darauf noch einmal in einem größeren Rahmen mit den gleichen Abbildungen veröffentlicht wurde. Die Grundlage der Beschreibung bildete ein Unterkiefer aus dem Naturkundemuseum in Moskau, welcher zur Fossiliensammlung der Prinzessin Jekaterina Daschkowa gehörte. Daschkowa hatte die Sammlung drei Jahre zuvor der Universität Moskau geschenkt mit dem ausdrücklichen Wunsch, sie der Öffentlichkeit zugänglich zu machen. Der Unterkiefer gilt als Holotyp, während ein wesentlich vollständigerer, 97 cm langer und bereits 1877 aufgefundener Schädel von Lutschka als Lectotyp angesehen wird. Ein ebenfalls in der Erstbeschreibung vorgestellter Zahn von Elasmotherium ging im Jahr 1812 verloren. Im Laufe der Forschungsgeschichte gab es verschiedene Bezeichnungen für die Art Elasmotherium sibiricum:
- Elasmotherium fischerii Desmarest, 1820
- Elasmotherium keyserlingii Fischer von Waldheim, 1842
- Stereocerus galli Duvernoy, 1855
- Enigmatherium stavropolitanum Pavlova, 1916.

Elasmotherium fischerii ist eine von Anselme Gaëtan Desmarest im Jahr 1820 benutzte Bezeichnung, die sich auf Fischer von Waldheims Beschreibung stützt. Sie wurde im 19. Jahrhundert mehrfach gebraucht, ist aber aufgrund der späteren Benennung ungültig. Die Form Elasmotherium keyserlingii bezieht sich auf Alexander Graf Keyserling und beruht auf einem Zahn vom Kaspischen Meer, den Keyserling im Jahr 1841 von einem kirgisischen Fürsten geschenkt bekam. Fischer von Waldheim etablierte dann im folgenden Jahr den Namen zu Ehren von Keyserling, Johann Friedrich von Brandt vereinte ihn aber 1864 wieder mit Elasmotherium sibiricum. Die Beschreibung von Enigmatherium stavropolitanum basiert auf einem einzelnen Zahn aus dem nördlichen Kaukasusgebiet, der jedoch keine Merkmalsunterschiede zu Elasmotherium sibiricum aufweist, weswegen diese Bezeichnung nicht mehr verwendet wird. Problematisch ist die Art Stereocerus galli. Sie geht auf ein hinteres Schädelfragment aus der Naturaliensammlung des Arztes Franz Joseph Gall (1758–1828) zurück, dessen Herkunft mit „Rheintal“ angegeben war. Dies führte zu der Annahme, Elasmotherium sibiricum wäre bis nach Mittel- oder Westeuropa verbreitet gewesen. Jedoch ist die tatsächliche Herkunft dieser forschungsgeschichtlich frühen Sammlungsfunde unklar, ebenso wie bei ähnlich alten Elasmotherium-Fossilien aus Ungarn oder Italien.

## Stammesgeschichte

### Ursprung und Entwicklung
Die Gattung Elasmotherium erschien erstmals im Oberen Miozän Asiens und entwickelte sich möglicherweise aus Sinotherium, das gleichfalls vom Oberen Miozän bis zum Unteren Pliozän vorkam. Beide Gattungen bilden eine Klade, die – zusammen mit ihrer Schwesterklade Parelasmotherium und Ningxiatherium und dem weiter außen stehenden Iranotherium – zur Tribus der Elasmotheriini gehört, die meistens der Unterfamilie Rhinocerotinae, von einigen Wissenschaftlern aber auch einer eigenständigen Unterfamilie, den Elasmotheriinae, zugewiesen wird. Alle genannten Nashörner zeichnen sich durch einen großen Körperbau, durch eine Tendenz zur Hochkronigkeit der Zähne mit stark gefaltetem Zahnschmelz und durch eine fehlende vordere Bezahnung aus. Diese Merkmale waren bei den frühesten Vertretern der Elasmotheriini im Mittleren Miozän noch nicht ausgebildet und kristallisierten sich erst im späten Miozän und frühen Pliozän heraus. Dabei gehen diese Veränderungen, insbesondere die zunehmende Körpergröße und die Zahnmorphologie, mit einer stärkeren Ausbreitung offener Landschaften durch die weiter zunehmende Aridisierung des Klimas und der damit verbundenen Nahrungsumstellung auf Gräser einher. Eine deutliche Parallele ist dabei in der Entwicklung der eng verwandten Gattungen Stephanorhinus mit dem Steppen- und dem Waldnashorn (Stephanorhinus hemitoechus und Stephanorhinus kirchbergensis) und Coelodonta mit dem Wollnashorn (Coelodonta antiquitatis) während des Pleistozäns festzustellen, allerdings gehören diese zur Gruppe der Rhinocerotini und somit nicht in den unmittelbaren Verwandtschaftskreis von Elasmotherium. Auch hier kam es infolge der Versteppung der Landschaften zu einer Nahrungsumstellung und somit zu einer zunehmenden Hochkronigkeit der Backenzähne, die jeweils in Elasmotherium und in Coelodonta ihren Höhepunkt erreichte (bei Elasmotherium jedoch noch stärker ausgebildet war). Möglicherweise war diese starke Spezialisierung auch ursächlich verantwortlich für das vergleichsweise frühe Aussterben von Elasmotherium, da die bisher vorliegenden Isotopenanalysen auf eine wenig flexible Ernährungsweise hindeuten. Demnach waren die Tiere wohl nur mäßig befähigt, auf die stärkeren Klimaschwankungen der letzten Kaltzeit verbunden mit einem wechselnden Angebot an Nahrungspflanzen zu reagieren. Verstärkt wurde der Aussterbeprozess durch die geringe Populationsdichte und die bei Nashörnern übliche lange Generationsfolge.

### Die Entwicklung des Hornes vonElasmotherium
Elasmotherium stellt das Endglied der Entwicklung der Elasmotherien dar und ist durch ein einzelnes, auf der Stirn aufragendes Horns charakterisiert, das zudem auf einer großen domartigen Erhebung steht. Lange Zeit war unklar, wie dieses Horn und dessen knöcherner Unterbau evolutiv entstanden war. Die meisten stammesgeschichtlichen Vorgänger von Elasmotherium besaßen ein einzelnes Horn auf der Nase und eine flache oder gerade verlaufende Stirnlinie. Einzig bei Sinotherium war aufgrund des nur fragmentiert überlieferten Schädels die Ausbildung des Hornes bisher nicht bekannt gewesen, anhand anatomischer Merkmale des Schädels gehörte der Nashornvertreter aber zu den nächsten Verwandten von Elasmotherium. Durch den Fund eines Teilschädels aus dem Linxia-Becken im Jahr 2012 ist nun von allen moderneren Elasmotherien die Schädelmorphologie weitgehend bekannt, dadurch lässt sich die Hornentwicklung innerhalb dieser Nashorngruppe besser nachvollziehen. Sie begann bei vergleichsweise kleinen Vertretern mit einem ebenfalls kleinen Horn auf der Nasenspitze, wie dies bei Hispanotherium aus dem Übergang vom Unteren zum Mittleren Miozän vor 18 Millionen Jahren zu erkennen ist. Anhand der Fossilien lässt sich die langsame Zunahme der Körpergröße der Tiere, aber auch der Hörner durch die Ausdehnung der aufgerauten Ansatzstellen nachvollziehen. Im Laufe der stammesgeschichtlichen Entwicklung der Elasmotherien kam es auch zu einer leichten Rückverlagerung des vorderen Hornes, dass nun nicht mehr direkt auf der Nasenspitze, sondern etwas weiter hinten auf dem Nasenbein saß: Bekannt ist dies vor allem bei der spätmiozänen Form Parelasmotherium, die vor 10 bis rund 5 Millionen Jahren lebte. Bei Sinotherium befand sich die Hornbasis am Übergang vom Nasen- zum Stirnbein; eine zusätzlich weitere, deutlich kleinere Hornbasis lag direkt dahinter und war leicht abgetrennt. Beide zeigten aber schon einen deutlich kuppelartigen Aufbau, wie er auch von Elasmotherium aus dem Plio- und dem Pleistozän bekannt ist. Bei diesem erhob sich die Hornbasis aber direkt auf der Stirn. Bei der Entwicklung zu Elasmotherium muss es somit zu einer Fusion dieser beiden kuppelartigen Erhebungen gekommen sein. Auf der Hornbasis von Elasmotherium ist eine leichte Knochennaht erkennbar, deren Ursprung bisher nicht erklärbar war, jedoch ihren Ursprung wohl in der Verschmelzung der beiden bei Sinotherium getrennten Erhebungen haben könnte.
Parallel zur Rückwärtsverschiebung des Hornes kam es bei den Elasmotherien auch zu einer Überformung des Nasenbereiches. Elasmotherium besitzt eine vollständig verknöcherte Nasenscheidewand, ebenso, wie Sinotherium; bei älteren Elasmotherien ist dies weitgehend nicht bekannt. Lediglich Ningxiatherium aus dem späten Miozän weist ein im vorderen Drittel verknöchertes Septum auf. Ob diese Verwachsungen mit der Rückverlagerung des Hornes zusammenhängen, ist unbekannt. Zur Stabilisierung der Stirn und des hinteren Nasenbereiches durch die Auflast des massiven Horns besaß Sinotherium zahlreiche querverlaufende knöcherne Rippen am Gaumenbereich. Verknöcherte Nasenscheidewände treten bei Nashörnern ansonsten wiederum nur in der Coelodonta-Stephanorhinus-Linie auf, die besonders deutlich beim Wollnashorn und beim Steppennashorn ausgebildet sind.

## Forschungsgeschichte

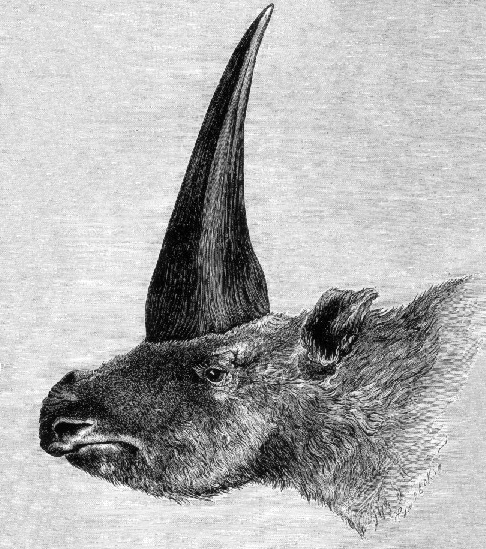
Die erste Lebendrekonstruktion von Elasmotherium nach Alexander Fjodorowitsch Brandt aus dem Jahr 1878

Als Fischer von Waldheim 1808 die Gattung Elasmotherium einführte, stand ihm nur ein Unterkiefer zur Verfügung. Er brachte die neue Form daher noch nicht mit einem ausgestorbenen Nashorn in Verbindung, sondern verglich sie mit anderen, heute nicht mehr existenten Säugetierarten, die nach seiner Meinung unter den rezenten Vertretern keine Verwandten besäßen. Dazu gehörten unter anderem das Amerikanische Mastodon (ein urtümliches Rüsseltier), Megatherium und Megalonyx (zwei bodenlebende Faultiere) oder Palaeotherium (ein Pferdeverwandter). In der nachfolgenden Zeit blieb die Beziehung von Elasmotherium ohne zusätzliche Funde weiter unklar. Richard Owen führte die Gattung daher in seinem bedeutenden Werk Odontography, das von 1840 bis 1845 herausgebracht wurde, lediglich innerhalb der Huftiere. Allerdings vermutete Johann Jakob Kaup bereits 1840 unter Einbeziehung des Schädelfragments aus der Sammlung von Franz Joseph Gall, dass es sich bei Elasmotherium um einen Vertreter der Nashörner handelt. (Das gleiche Schädelfragment benutzte Georges Louis Duvernoy zur Aufstellung von Stereocerus galli, das er ebenfalls den Nashörnern zuwies, die Form war aber nicht allgemein anerkannt.) Dem schloss sich Johann Friedrich von Brandt fast ein Viertel Jahrhundert später mit einer ähnlichen Argumentation an, doch erst der 1877 bei Lutschka aufgefundene Schädel ermöglichte es Brandt, Elasmotherium eindeutig zu den Nashörnern zu verweisen. Er legte 1878 eine umfassende Beschreibung des Schädels vor, in der er nicht nur die Stirnkuppel als besondere Bildung hervorhob, sondern auch Mutmaßungen über Aussehen und Größe des Tieres äußerte. Im gleichen Jahr veröffentlichte der russische Wissenschaftler Alexander Fjodorowitsch Brandt, ein Verwandter Johann Friedrichs, eine erste bildliche Rekonstruktion anhand der bisherigen Funde von Elasmotherium, die vor allem ein massives Stirnhorn beinhaltete.
In der Folgezeit wurde Elasmotherium in Ermangelung an umfassenden Skelettmaterial häufig in einer äußeren Gestalt ähnlich dem Wollnashorn allerdings mit nur einem Stirnhorn interpretiert. Konstantin K. Fljorow rekonstruierte die Tiere in den 1950er Jahren als Steppenbewohner, die auf der Suche nach Nahrung den Boden mit ihrer Schnauze aufwühlten. Der Kopf wurde von einem Horn dominiert, das kappenartig auf der domartigen Schädelaufwölbung aufsaß. Den Stirndom interpretierte Fljorow zudem als erweitertes Geruchsorgan, dass bei der Suche nach Nahrung behilflich war. Etwa im gleichen Zeitraum sah V. A. Teryaev Elasmotherium als flusspferdartiges Tier, das Sümpfe bewohnte. In seiner Lebendrekonstruktion ähnelte es nicht mehr einem Nashorn, die kuppelartige Aufwölbung auf der Stirn war hornlos, zusätzlich bestanden die Vorderfüße aus vier Zehen, vergleichbar den Tapiren, um besser im sumpfigen Untergrund voranzukommen. Teryaev begründete seine Interpretation mit dem häufigen Auffinden von Fossilfunden von Elasmotherium in ehemaligen Flusslandschaften. Er sah auch die Aufwölbung als zu grazil an, um eine tragende Funktion auszuüben. In jüngerer Zeit konnten Teryaevs Ansichten aus anatomischer Sicht meist revidiert werden.

## Elasmotheriumund der Mensch
Ob das riesige Nashorn Beutetier früher menschlicher Jäger- und Sammlergruppen war, wie etwa des Homo erectus oder des Neandertalers, ist unklar, an archäologischen Fundstellen scheint es jedoch bisher nur selten vorzukommen. Die klassische Fundstelle Sinaya Balka auf der Taman-Halbinsel erbrachte neben dem Typusexemplar von Elasmotherium caucasicum und weiteren Individuen auch zusätzlich Steinartefakte des Altpaläolithikums. Von einigen Travertinfundstellen im Süden von Kasachstan, etwa Koshkurgan und Shoktas, liegen ebenfalls altpläolithische Steinartefakte gemeinsam mit Resten von Elasmotherium sibiricum vor. Die Funde sind etwas jünger als jene von Sinaya Balka und datieren in das frühe Mittelpleistozän.

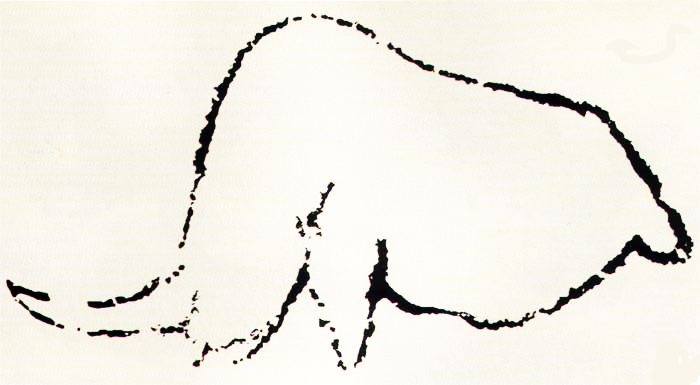
Vermeintliche Darstellung von Elasmotherium in der Höhle von Rouffignac

Eher problematisch ist die Interpretation einiger charakteristischer Nashornporträts der jungpaläolithischen Höhlenkunst wie etwa aus der Höhle Rouffignac als Darstellung von Elasmotherium. In der Regel beziehen sich diese Annahmen auf individuelle Nashornzeichnungen mit nur einem Horn. Unter der Voraussetzung, dass die Kunstdarstellungen des Jungpaläolithikums höchstwahrscheinlich nicht der getreuen Wiedergabe realistischer Objekte dienten, können alle Nashorndarstellungen dem Wollnashorn zugewiesen werden. Zudem fehlen bisher eindeutige Belege, dass Elasmotherium sowohl räumlich als auch zeitlich so weit verbreitet war.
Teilweise wird Elasmotherium auch mit den Legenden um das vermeintliche Einhorn in Verbindung gebracht. Ein Wegbereiter dafür war Alexander Fjodorowitsch Brandt, der in seinem populären Artikel aus dem Jahr 1878 über Erzählungen einiger ostsibirischer Völker über die Erlegung riesiger schwarzer, einhörniger Bullen berichtete. Die ersten schriftlichen Zeugnisse über das Fabeltier finden sich in der griechischen Antike. Bereits zuvor wurden einhornartige Wesen auf Siegeln in den Städten Mohenjo-Daro und Harappa der Indus-Kultur abgebildet, die etwas mehr als 4000 Jahre alt sind. Unklar ist allerdings, ob sie tatsächlich Einhörner darstellen oder dies nur durch ihre strikte Seitendarstellung suggerieren. Elasmotherium als Prototyp des Einhorns kann aber nur dann eine Berechtigung haben, wenn eine lückenlose mündliche Überlieferung aus der Zeit seiner Existenz bis in jüngere zeitliche Abschnitte bestanden hätte.